# ISO/IEC 80000
Standard ISO e IEC sulle unità di misura, derivante dall'unificazione dei due standard ISO 31 e IEC 60027.
Si divide in 14 parti:
| parte        | name                              | riferimento precedente                                 | note |
| ------------ | --------------------------------- | ------------------------------------------------------ | ---- |
| ISO 80000-1  | Generale                          | ISO 31-0, IEC 60027-1 e IEC 60027-3                    |      |
| ISO 80000-2  | Simboli matematici e tecnologici  | ISO 31-11, IEC 60027-1                                 |      |
| ISO 80000-3  | Spazio e tempo                    | ISO 31-1 e ISO 31-2                                    |      |
| ISO 80000-4  | Meccanica                         | ISO 31-3                                               |      |
| ISO 80000-5  | Termodinamica                     | ISO 31-4                                               |      |
| IEC 80000-6  | Elettromagnetismo                 | ISO 31-5, IEC 60027-1                                  |      |
| ISO 80000-7  | Luce                              | ISO 31-6                                               |      |
| ISO 80000-8  | Acustica                          | ISO 31-7                                               |      |
| ISO 80000-9  | Chimica fisica                    | ISO 31-8                                               |      |
| ISO 80000-10 | Fisica atomica                    | ISO 31-9 e ISO 31-10                                   |      |
| ISO 80000-11 | Numeri caratteristici             | ISO 31-12                                              |      |
| ISO 80000-12 | Fisica dello stato solido         | ISO 31-13                                              |      |
| IEC 80000-13 | Scienze dell'informazione         | paragrafi 3.8 e 3.9 del IEC 60027-2:2005 e IEC 60027-3 |      |
| IEC 80000-14 | Telebiometrica e fisiologia umana | IEC 60027-7                                            |      |